# Шайдуллин, Шамиль Муртазович
Шамиль Муртазович Шайдуллин (тат. Шамил Мортаза улы Шәйдуллин; 1 августа 1947, Берлек, Тетюшский район, Татарская АССР, РСФСР, СССР — 3 августа 2021, Казань, Республика Татарстан, Российская Федерация) — советский и российский татарский художник, живописец, график. Заслуженный художник Российской Федерации (2013). Народный художник Республики Татарстан (1997), заслуженный деятель искусств Татарской ССР (1991). Лауреат Государственной премии Республики Татарстан имени Габдуллы Тукая (2000).
Родился в 1947 году в татарской деревне. Окончил Казанское художественное училище (1968), Ленинградский институт живописи, скульптуры и архитектуры имени И. Е. Репина (1974), Казанскую творческую мастерскую живописи Академии художеств СССР (1980). Учился у таких художников, как Е. Моисеенко и Х. Якупов. Трудился в разнообразных стилях и жанрах живописного искусства, является автором пейзажей, портретов, автопортретов, натюрмортов, графических работ, сюжетных и исторических картин. В начальном творчестве следовал традициям соцреализма и академизма, затрагивал историко-революционные сюжеты, темы трудовой жизни, работы на селе. В дальнейшем всё больше сосредотачивался на жизни родного народа, при жизни став признанным мастером татарской живописи. Критиками творчество Шайдуллина оценивается как яркий пример выражения идей национального возрождения в искусстве. Особое признание он получил за ряд портретов татарского поэта Г. Тукая, работы на тему национального праздника Сабантуй, триптих о судьбе царицы Сююмбике. В поздний этап творчества испытал сильное влияние «Чёрного квадрата» К. Малевича, занимался его философской переоценкой и переработкой, создав по этим мотивам более тысячи работ. Скончался в 2021 году в Казани в возрасте 74 лет.

## Биография
Шамиль Муртазович Шайдуллин родился 1 августа 1947 года в деревне Берлек Тетюшского района Татарской АССР. При этом у него было и второе свидетельство о рождении, в котором датой было записано 1 августа 1949 года. Отец — Муртаза Тимершевич, мать — Зайнап Аббубакировна. Первый муж матери — лейтенант Сайтакрам Юсупов — погиб в начале Великой Отечественной войны, под Смоленском. Зайнап вместе с дочерью Назирой до последнего ждала возвращения Сайтакрама с фронта, но в конце концов вышла замуж во второй раз — за Муртазу Шайдуллина. Муртаза происходил из соседней деревни Утямыш, где его отец служил имамом. Вскоре после рождения Шамиля, Зайнап с Муртазой разошлись, так как он не смог смириться с тем, что она никак не может забыть погибшего первого мужа. Оставив у родственников шестимесячного сына, Зайнап с дочерью уехала в узбекский Андижан. Свою мать Шамиль увидел впервые лишь в три года. С тех лет жил в Казани, в одном из дворов Суконной слободы, откуда родом был Ф. И. Шаляпин. Лето проводил в деревне у родственников, где с детства был приучен к труду, равно как и к отдыху на природе, особенно полюбив больше прочих праздников именно Сабантуй.
В 1963 году поступил на отделение театрального искусства Казанского художественного училища, которое окончил в 1968 году. Дипломная работа была посвящена сценическому оформлению спектакля по пьесе «Бой с тенью» писателя В. П. Тура. В 1968—1974 годах учился в Ленинградском институте живописи, скульптуры и архитектуры имени И. Е. Репина, где специализировался на отделении станковой живописи по курсу мастерской Е. Е. Моисеенко, защитив с оценкой «хорошо» дипломную работу «Сабантуй» с присвоением квалификации художника-живописца. В 1974—1975 годах служил в Советской армии, после чего поступил на работу в Художественный фонд Союза художников ТАССР. В 1977—1980 годах обучался в аспирантуре творческой мастерской живописи Академии художеств СССР в Казани под руководством Х. А. Якупова, пройдя полный курс подготовки художника-живописца высшей квалификации.
Член Союза художников СССР (1980 год). Являлся членом правления (с 1981 года), выставочного комитета (с 1982 года), заместителем председателя правления СХ ТАССР (с 1983 года), председателем художественного совета Художественного фонда СХ ТАССР (с 1984 года). Также был членом Союза художников России и Татарстана. В 1991 году удостоен почётного звания заслуженного деятеля искусств Татарской ССР, а в 1997 году — народного художника Республики Татарстан. В 1998 году выдвигался на Государственную премию Российской Федерации, а в 2000 году стал лауреатом Государственной премии Республики Татарстан имени Габдуллы Тукая. В 2003 году президент Татарстана Минтимер Шаймиев назвал Шайдуллина в числе девяноста выдающихся татарстанцев XX века, внёсших наибольший вклад в развитие нации. В 2007 году избран действительным членом Петровской академии наук и искусств. В 2013 году удостоился почётного звания заслуженного художника Российской Федерации. Жил и работал в Казани. Шайдуллин являлся одним из ведущих художников Татарстана, чьи полотна стали классикой национального изобразительного искусства, а сам он считался «живым классиком татарской живописи», «непревзойденным мастером портрета и тематической картины». Сам он в числе своих любимых художников называл Рембрандта, Модильяни, Сарьяна, Пикассо.
Согласно критикам, Шайдуллин имел «незапятнанный имидж благородного художника, не работающего на коммерцию», тогда как его художественный язык способствовал раскрытию «надисторической сущности явлений, не терпящей иллюстративности и утилитаризма, обслуживания прагматических, кратковременных целей». Как один из наиболее ярких и самобытных художников республики, в качестве своего жизненного принципа выбрал — быть самим собой. Вёл записи, в которых описывал свои философско-творческие воззрения, особо ценил в людях доброту, искренность и чистоту, также открыто выступал с мнением по вопросам развития и преобразования художественной жизни в республике. Отличаясь оппозиционностью, показательно уходил с вялотекущих собраний, развешивал в презентационных залах свои картины-обструкции с политическими аллегориями и сатирическими иносказаниями. Так, в 2011 году, в день открытия выставки к 125-летию Тукая, на глазах у журналистов снял свои работы с экспозиции, аргументировав это тем, что рядом не было практически ни одного полотна собственно о Тукае, а также из-за невнимания властей к нуждам художников, так как церемонию не посетил ни один представитель республиканского министерства культуры. В одном из интервью Шайдуллин отмечал, что «художник должен сам выкарабкиваться»:
Я считаю, — может, это странно звучит, — что в эпоху тоталитаризма мы были нужны идеологии, и, тем не менее, вместе с идеологией творилось и большое искусство. Мы не имеем возможности пока оценить то, что сделано за восемь десятилетий. Должно пройти время. Ведь время лечит и калечит, и оценивает. Чтобы быть востребованным, надо работать и работать. Надо успеть за свою жизнь реализовать весь свой духовный потенциал.
Пусть это перо летописца, поэта, художника или даже жар-птицы. Оно символично говорит нам, что все, что «записано» на картинах, — это и есть история, но в индивидуальном восприятии художника, через призму его мировоззрения, времени, в котором он жил.
Среди произведений, созданных Шайдуллиным, критики выделяют темы татарской деревни — «Сабантуй» (1974), «Под старой яблоней» (1978), «Осень в Кукеево» (1979), «Возвращение с полей» (1987), «Татарская идиллия» (1995), цикл «Новый Сабантуй» (1999—2006); героической истории — «Баллада о хлебе» (1979), триптих «Мир детям Земли» (1981), «В краю нефтяном. Лениногорский промысел» (1982), пятичастное произведение «Апофеоз войны» (1997), «Сююмбике — последняя царица Казанского ханства» (1998); поиска духовно-нравственного идеала — триптихи «Пробуждение» (1994), «Подарки к Сабантую» (1999), «Любовь и вечность» (2009), «Реквием по душе — памяти поэта Г. Тукая» (2011). Он известен как автор пейзажей — «Сумерки зимой» (1975), «Вечер. Сбор плодов черёмухи» (1978), «Возвращение стада» (1979), «Азимовская мечеть» (1981), «Течение времени» (1987), «Казанский кремль» (1993), «Встречающие стадо» (2007), «Вечер над Казанью» (2011); портретов — «Портрет поэта Г. Тукая» (1975), «Девушка у окна» (1975), «Школьница» (1976), «Доярка» (1976), «Мальчик с собакой» (1977), «Портрет художника Леонида Захарова» (1978), триптих «Габдулла Тукай — поэт народа» (1986), «Портрет народного артиста Айрата Арсланова» (2012); автопортретов — «Натюрморт с рябиной, автопортрет» (1974), «Автопортрет в кривом зеркале» (1979), «Автопортрет с кувшином» (1980); натюрмортов — «Натюрморт с чашей» (1976), «Натюрморт со свечой и керосиновой лампой» (1976), «Натюрморт с венским стулом» (1978), «Цветы в вазе на красном фоне» (2010); графических композиций — «Полёт» (2004), «Пробуждение» (2004), триптихи «Абстракции на тему красного заката» (2005), «Интерпретации на тему татарских мотивов» (2005).

- «Возвращение стада», 1979 год
- «Возвращение с полей», 1987 год
- «Татарская идиллия», 1995 год

Работы Шайдуллина находятся в собраниях Государственного музея изобразительных искусств Республики Татарстан, Национального музея Республики Татарстан, Музейного комплекса города Казани, Литературном музее Габдуллы Тукая в Казани и Музейном комплексе в Новом Кырлае, фондах Санкт-Петербургской академии художеств имени И. Е. Репина и Российской академии художеств, Государственном музее искусств имени И. В. Савицкого в Нукусе (Узбекистан), частных коллекциях в России и за рубежом, в том числе в Турции, Германии, Франции, США. Являлся участником множества республиканских, всесоюзных, российских и международных выставок. Его произведения были представлены на персональных выставках в Казани в 1978, 1983, 1985, 1987, 1995, 2000, 2008 годах. В 2015 году в Галерее современного искусства ГМИИ РТ прошла масштабная выставка «Душа во плоти», а в 2021 году там же — масштабная экспозиция «Точка» в три этажа (первый — «Я есть все…», второй — «Квантовый скачок», третий — «…Всё есть я»), ставшая последней для Шайдуллина. Всего за время творческой карьеры художник создал более 3300 работ.
|                                                   |  |  |
| Последняя прижизненная выставка «Точка», 2021 год |  |  |

Шамиль Муртазович Шайдуллин скончался 3 августа 2021 года в Казани после тяжёлой болезни. Несколькими днями ранее, 1 августа, художнику исполнилось 74 года. Причины смерти не были названы, при этом 3 августа было заявлено о смерти от коронавируса «мужчины 1947 года рождения». Панихида была отложена до 7 августа в связи с ожиданием родственников, в частности — сына, находившегося на отдыхе в Турции. Прощание прошло у мечети «Казан нуры» с совершением джаназа-намаза, после чего Шайдуллин был похоронен на кладбище казанского посёлка Мирный. В сентябре того же года Шайдуллин должен был быть удостоен звания народного художника Российской Федерации, собранные документы передали на утверждение, однако он до этого не дожил.

## Очерк творчества
Творчество Шайдуллина характеризуется интересом к бытовому жанру и социальным темам, на своих полотнах он отражал проблемы современной духовности в контексте идей национального возрождения. Благодаря освоённой во время учёбы высокой живописной культуре в сочетании с природным дарованием, имя его стало заметным в художественной жизни Казани со второй половины 1970-х годов. В начальный творческий период при работе над национальными образами Шайдуллин развивал традиции академической живописи, прежде всего проявив свой талант в области портретного искусства. В эти годы Шайдуллина привлекла личность поэта Г. Тукая, его монументальное изображение в качестве романтического героя. Как указывалось в искусствоведческой критике, одним из первых сильных и глубоких образов Тукая в татарском живописном искусстве стал именно портрет работы Шайдуллина (1976), выполненный к 90-летию со дня рождения поэта. Сам он оценивал портрет как свой «удачный дебют», после возвращения в Казань с ленинградской учёбы. Образ Тукая как юного, духовно чистого, печального и одновременно романтического героя дан на фоне исторической панорамы Казани, белого города, озарённого розовато-фиолетовыми предгрозовыми зарницами, который населён персонажами произведений поэта.
С середины 1970-х годов Шайдуллин в портретной живописи сосредоточился на образах своих современников, представителей творческой и рабочей молодёжи, людей как села, так и города, своих друзей-художников, духовных учителей и друзей семьи. Трудился он активно и над женскими портретами, воплощая идеалы красоты и душевного благородства, берущие исток в исконных татарских национальных этических и эстетических представлениях, но и одновременно обогащённые новым пониманием активной роли женщины в обществе. Критикой выделяется картина «Утро. Портрет доярки» (1985), изображающая жизнь села и возвышающий человека труд на летящей и воздушной девушки, как будто из сказки. Известен ряд работ Шайдуллина в обнажённом жанре, «ню», причём он отмечал свою консервативность в отношении женских форм, ценя «бледную телесность, воздушность и даже некую эфемерность женского тела, образа». Внимание критиков привлекла также работа Шайдуллина в редком для татарском искусстве жанре автопортрета, где он активно занимался поисками новых средств для отображения своего собственного душевного состояния, считая, что «автопортрет — это выявление, разоблачение, озвучивание, проявление и вызов на эшафот самого себя, своей совести». Его портретное мастерство тех лет характеризуется глубокой психологичностью как результат проникновения в духовный мир портретируемой личности, у которой художник при этом подчёркивает некую дерзновенность. Шайдуллин указывал, что «портрет становится портретом лишь тогда, когда художник, почувствовав, проникнув в суть портретируемого, находит в нём человека как частицу высшего непостижимого духовного начала, в коем сочетаются или наличествуют как позитивные, так и негативные проявления». Отличительной особенностью его портретов является насыщенный тёплый колорит с акцентами в виде тёмных пятен, выразительная и оригинальная композиция, внесение элементов натюрморта и пейзажа, углубляющих портретную характеристику.
Не являясь исключительно портретистом, Шайдуллин работал также над пейзажами, натюрмортами, композиционными и тематическими картинами, посвящёнными как мирной трудовой жизни татарского народа на примере современности, так и революционно-классовой борьбе прошлого, поданной в героическо-романтическом ореоле. По оценкам критиков, в перерывах между большими работами он буквально «обрушивался» на пейзаж, проецируя состояние своей на души на виды озера Кабан, городских окраин, мечетей, заповедных мест. Полагая главным в пейзаже — «найти и передать те же душевные чувства и переживания, что внутри человека», Шайдуллин в этом жанре стремился к «предельной динамичности, остроте и максимальной выразительности» изображения природы в современном техногенном мире, её болей от «постоянных травм, шрамов на душе, которых не счесть, и кровоточащих от людского безумства». Для многих полотен Шайдуллина характерны развёрнутые повествовательные сюжеты с динамичной ритмикой, многофигурные композиции при активном задействовании природного фона. Творчество Шайдуллина отличается употреблением символико-аллегорического языка и ассоциативно-абстрактных образов, декоративно-орнаментальных и живописных принципов построения пространства, присущих татарскому народному искусству. Преодолевая искушение стать официозным художником и одновременно не скатываясь в певца наивной этнографии, ему удалось в достаточной мере соединить академическую школу с народной поэтикой, придя к синтезу этих двух вещей в идее картины. По оценкам критиков, способность сочно отображать окружающий мир воплотилась у Шайдуллина в работы большой цветосилы, цвет вообще в его картинах играет роль главного средства для создания композиции, как в пейзажах или натюрмортах, так и в тематической картине. Это, в сочетании с горячностью самого художника и стремлением к использованию буквально пылающих красок, как например в работе «Осень в Кукеево» (1979), приводило к слаженности и связанности всего изображения в единое узорно-декоративное целое.

- «Тёплое утро, русалка на берегу», 2005 год
- «Букет в синей вазе», 2000 год
- «Золотая осень», 1999 год

Ввиду притеснения разговоров о национальной этнографии и антропологии, деревенская тема ещё с 1960-х годов привлекла художников советского Татарстана по причине наличия исключительных возможностей для выражения своих идей. Одной из значительных работ такого рода, привлёкших внимание зрителя, стала картина «Сабантуй» (1977). Плоскостное пространство полотна равномерно заполнено группами обобщённо изображённых людей, заполнивших поляны между деревьями, но при этом эти отдельные сцены сливаются в единую художественную симфонию. Панорама праздника татарского народа представляет собой яркий ковёр, отличающийся ритмичностью повторяющихся округлых линий и образованных ими орнаментальных узоров. По отзывам критиков, данная красиво построенная и изысканная по цвету картина стала одним из признаков увеличивающегося интереса у творческой молодёжи тех времён к «родным», близким темам. Преобразовывая уже сложившийся канон татарских художников-деревенщиков, Шайдуллин больше склонялся к лиричности, хроматизму, слиянию с природой и отсутствию навязанного действия на картине. Стремление к осознанию своей сопричастности к истории и народу нашло своё воплощение в работе «Под старой яблоней» (1978), где Шайдуллин изобразил себя в единой композиции бытовых сцен, что, по оценкам искусствоведов, свидетельствует о серьёзности раздумий художника на пути философского постижения мира. Противоположной «Сабантую» в ряде моментов предстало полотно «Баллада о хлебе» (1979), в котором, по словам самого Шайдуллина, он задумался над тем, «какой ценой досталось счастье, захотелось обратиться к истокам — к борьбе за Советскую власть». Картина отличается острой психологичностью, динамичностью, ритмичностью, персонажи приближены к зрителю и даны крупным планом, из них особо выделен образ старика-татарина, стреляющего по врагам — всё это в целом, согласно критике, достаточно точно передаёт героику подвига. Данная работа считается неожиданно зрелым вкладом для довольно молодого художника в трактовке серьёзной темы гражданской войны.

- «Сабантуй», 1977 год
- «Под старой яблоней», 1978 год
- «Баллада о хлебе», 1979 год

К середине 1980-х годов Шайдуллин претерпел творческий кризис, вызванный пониманием тавтологичности собственного деревенского стиля, противоречий между созданными образами «природных людей», отличающихся душевной красотой, и навязанными им условиями среды, в результате чего его картины наполнили статичные, упрощённые, лишённые живости фигуры. Вместе с рядом других татарских художников Шайдуллин стал внедрять в свои картины линии символизма, обобщений, метафоричности, декоративности, и результатом поиска новых путей в творчестве стал триптих о Тукае — «Народный поэт» (1986), представляющий собой полномасштабную картину его духовного восхождения к поэтическому Олимпу, шедевр татарской живописи 1980-х годов. Как всегда в работах Шайдуллина, тут дана многосложная фабула с философским подтекстом, представленная масштабно, велеречиво и ярко. Боковые створки представлены зеркальными отражениями Тукая по образу сценических декораций. Левая «Сказки Тукая» — в сказочном мире сгущений и тайн, в зеленоватой атмосфере собственных произведений. Правая «На грани эпох» — среди «небоскрёбов», в городском пространстве как к центре возникновения новой духовной культуры, архитектуры, печати, театра. Фокусируется всё это в центральной картине «Снова дорога или сиротская доля», на которой юный поэт с книгой в руке идёт в жизнь сквозь сиротское детство, беспросветный крестьянский труд и национальное бесправие. Тукай трогательно прощается со своими учителями среди нежных полей, полного грёз загадочного ночного неба, там где созрела его муза, поэт выходит за околицу — в мир счастья и страданий. Символом судьбы народа здесь аллегорически предстаёт татарник, непокорно проросший сквозь заброшенное колесо телеги. В целом, с помощью острой публицистичности, экспрессивных форм и цветов, контраста колоритов в триптихе ярко показана мятежность, божественность духа Тукая, его одиночество и трагедия.
|                         |  |  |
| Триптих «Народный поэт» |  |  |

Как предчувствие назревающего социального переворота в умах и обществе был создан триптих «Ульяновы. Семья» (1987), оставшийся непреходящим в своём историческом значении. Один сын вступил на путь борьбы, начав с насилия, другой же возжелал гармонизировать общество, что также привело к кровопролитию. Сердце их матери разрывается от раскола и противоречий в семье, вызванных тем, что молодое поколение отвергает опыт прошлого и выбирает свой, новый путь.
|                                                            |  |  |
| Триптих «Ульяновы. Семья»: Александр, мать Мария, Владимир |  |  |

В 1990-х годах Шайдуллин обратился к стилистике модернистского искусства, став активным участником условного движения «Тат-арт», члены которого посредством соц-арта раскрывали в своём искусстве ранее запрещённые темы, создавая правдивую картину прошлого и настоящего. Первой работой в области формирования этого языка стал триптих «Пробуждение» (1991—1994), в котором представлен соц-артовский взгляд на крах советской утопии и катастрофу сознания, построенного на насилии. По собственным словам, Шайдуллин вдохновлялся «временем народовольцев, начавших расшевеливать общество», повторившимся сто лет спустя, на новом историческом витке. В двух флангах триптиха хлёстко развенчивается коммунистическая идеология: в левой («Пастуший марш») части на красном коне, символе революции, гарцует комиссар-жокей, понукающий хлыстом слепое человеческое стадо, тогда как в правой («Дение коровы») чёрный шакал тоталитаризма оседлал священную корову, олицетворяющую сам народ. В противовес этому зрелищу распада и разложения, центральное полотно («Дом») наполнено чувством уюта и единения благодаря изображению длящегося испокон веков ритуала выпекания праздничного хлеба. Сам Шайдуллин отмечал следующее: «Политика меня не интересует, потому что на грани двух веков она ещё не стала искусством, а она должна быть искусством. А вот искусство не должно быть политикой. Например, если я написал триптих „Пробуждение“, то это вовсе не политика. Это моя боль, мои переживания за состояние общества».
|                       |  |  |
| Триптих «Пробуждение» |  |  |

Выражением гражданского мужества и личностного сопереживания истории стала картина «Реквием памяти жертв насилия и репрессий 1552, 1937 годов» (1991). Сюжет о жертвах большевистских репрессий, фокусирующийся на фигуре Султан-Галиева, проецируется здесь в прошлое, к кандальникам-поэтам, пророкам, философам и их противникам, жертвам процессов своего времени, одновременно перекликаясь с образами новых борцов за возрождение культуры и государственности Татарстана.
|                              |
| «Реквием жертвам репрессий…» |

Таким образом, творчество Шайдуллина прошло последовательную эволюцию от поэтической осмысленности, праздничной этнографичности и деревенской декоративности первых полотен через гротескность зрелого периода до подобной Сурикову философско-исторической значительности последних работ, имеющих планетарный масштаб и вписавшихся в контекст мировой культуры. Начав свой путь в искусстве в качестве реалиста-станковиста, Шайдуллин стал философом-монументалистом, приблизившись к авангарду, экспрессионизму и сюрреализму в своих многочастных полотнах на политико-исторические темы, отмеченных точечностью письма, как у Филонова.
|                                               |  |  |
| Триптих «Новый Сабантуй» («Подарки Сабантую») |  |  |

В процессе отхода от прошлого и поиска новизны художественного выражения был создан триптих «Новый Сабантуй» (или «Подарки Сабантую», 1994—1997), в котором в преддверии 2-го Всемирного конгресса татар Шайдуллин заступил на тему интерпретации своеобразных «татарских» олимпийских игр. В левой части — пролетающий на коне верхом юноша-наездник созывает всех на праздник, увлекая за собой окружающее пространство. Середина занята девушками в белоснежных одеждах, символами Сабантуя, которые готовят подарки для будущих батыров. Правая часть уделена народным музыкантам, находящимся в бесконечном движении, как изображённые там колёса телеги. Все части триптиха объединены в единый пёстрый ковёр: и там, и тут мелькают многочисленные самовары, петухи на шестах, бодающиеся барашки, заядлые болельщики, женские фигурки в красивых нарядах.
Триптих позволяет в одной картине дать бесконечную многоступенчатость развития сюжетной мысли, чувств, линии в глубь. Здесь же возникает новый пластический композиционный ход — это развитие содержания от центра по спирали до полного его развития в краях, позволяющее зрителю как бы вступить в диалог и сопереживание с автором, домысливать дальнейшее развитие сюжета, затем содержания, и так до вскрытия первоначальной идеи и даже причины, побудившей автора на данный замысел.Шамиль Шайдуллин, из рабочих записей художника.
Практически параллельно с этим, был создан другой триптих — «Драгоценная страна» (1996—1999), также посвящённый национальной тематике. Слева представлена деревенская идиллия — загруженная травами сказочная телега с грациозным конём, на которой лежат парень в тюбетейке с вожжами в руке и девушка в ярко-цветочной одежде, будто бы вслушивающиеся в окружающий мир. Центральную часть занимает вознёсшийся над озером огромный силуэт-призрак девушки с коромыслом на плечах как образ местной богини, невидимой простому глазу. Средоточением правой стороны является силуэт вселенского Тулпара на фоне мчащихся коней, предгрозового неба, буйства ветра, в результате чего триптих в целом призван показать бесстрашие татарского народа перед лицом возможных бурь и стихий на фоне любви и красот природы.
Не оставившее Шайдуллина желание передать трагедии века воплотилось в пентаптихе «Красная площадь» (1995), написанном к 50-летию победы в Великой Отечественной войне. Центральная часть под названием «Апофеоз войны» с колесницей смерти обрамлена разложившимся на части гипсовым Гераклом как символом распада СССР, истерзанным тоталитаризмом и фашизмом Святым Себастьяном, спившимся инвалидом Вакхом с искусственной ногой и на костылях, а также скорбящим ангелом, играющим реквием по всем жертвам катастрофы XX века, калекам, вдовам, сиротам. Любовь Шайдуллина к многочастным полотнам, триптихам и пентаптихам, согласно критикам, объясняется как склонностью к поэтапному изложению мысли, так и видением себя в качестве связующего звена между Европой и Азией, Востоком и Западом, где центральная часть композиции выражает идеалы автора, евразийца, а боковые — представляют окружающий мир.
|                             |  |  |  |  |
| Пентаптих «Красная площадь» |  |  |  |  |

Тема народных страданий затронута и в триптихе «Кони привередливые», или «Поэты народа» (1997). Центр представлен посмертными масками и слепками рук трёх великих поэтов народа — Тукая, Пушкина, Высоцкого, рядом с которыми на покрытом тканью мольберте узнаётся неузнаваемый барельеф неизвестного лица, будущего нового гения. Все они окружены со всех сторон и частей крылатыми конями, летящими в каком-то цветном потоке посреди чёрного временного пространства. В одном из этих коней, в Пегасе, у мольберта, художник представил себя самого, тогда как у другого огромной чёрной дырой вскрывается горло кровью, образуя песню-взрыв, в чём аллегорически изображена бешеная самоотдача деятелей искусства, вплоть до разрыва аорты.
|                              |  |  |
| Триптих «Кони привередливые» |  |  |

Мощным высказыванием также стал триптих «Сююмбике — последняя царица Казанского ханства» (1999), посвящённый судьбе царицы Сююмбике, одной из главной коллизий татарской истории. Несколько десятилетий Шайдуллин подступался к этой теме, но опасался внутренней неготовности к выражению боли своих героев, которую чувствовал как свою, и по трагическому совпадению судьбы, картина им была написана в период между двух личных трагедий — смерти матери и сестры. Сам художник указывал:
Это для меня — этапное монументальное живописное полотно, отображающее взгляд современного художника на то, что происходило четыре столетия назад, но основанное на исторических фактах и решённое на философско-символическом языке. Со студенчества я возвращался к этой идее не раз, к идее создания Сююмбики, который меня всю жизнь волновал — почти тридцать лет.
Точкой пересечения двух противоборствующих сил, Казанского ханства и Московского царства, выраженной в дерзкой красочной гамме, сочетании резких чёрно-красных, золотисто-охристых тонов, стала Сююмбике, жертва государственных интриг и предательства. Царица, сердце которой пронзено копьём, оторвана огнём и пламенем от своего, уже крещёного, сына, к которому тянется изо всех сил. Казань представлена Зилантом, минаретами мечетей, смятой армией и полоской национального орнамента, разорванного Москвой, выраженной в образе Георгия Победоносца, Спасской башни кремля, войска с победно поднятыми вверх копьями. В данной работе Шайдуллин, по оценкам критики, приблизился к поистине иконописному описанию вселенского катаклизма, конфликта двух цивилизаций на частном примере, подобно какому-нибудь легендарному эпосу, как то «Илиаде» Гомера.
|                                                          |  |  |
| Триптих «Сююмбике — последняя царица Казанского ханства» |  |  |

Одновременно, к концу 1990-х годов художник перешёл от шокирующих зрителя триптихов к темам любви, мифа о мироздании, красоты природы и мира. Такова, например, картина «Любовь и вечность» (2003), ставшая декларацией священной любви, где лунного сияния девушка возлежит на коне, вслушиваясь в неземную мелодию играющего на курае парня. Или триптих «Божественная сюита» (2005), в котором между «Сеятелем» (правая часть) и «Жницей» (левая) изображена пара гигантских инфузорий, вселенские Адам и Ева, находящиеся в бесконечном танце воспроизведения жизни. Результатом жажды Шайдуллина объять прекрасное стала и серия натюрмортов с цветами, целый букет, выполненный в технике акварели и пастели. Цветы у него изображены как плоды земли, результат возрождения природы после долгой спячки или даже смерти, что выражено контрастными слияниями чёрно-красного, зелёно-фиолетового, сине-алого тонов. Согласно критикам, именно цветы стали отражением самоощущения художника, его одухотворённости, силы к самовоспроизведению и перевоплощениям, при отсутствии всякой бездушности и мертвечины.
Цветы — одно из самых поразительных по тонкой, иззящной красоте, явлений природы. Был период, когдя я вовсе для себя решил, что никогда не прикоснусь к изображению цветка, букета. Это было для меня настолько целомудренно, почти как икона, что от огромной чувственности боялся впасть в салонность и изображаемый цветок, букет запачкать безвкусием. Более всего я предпочитаю, конечно же, полевые, луговые цветы. Они ассоциируются с человеческим родом, представителями рас, народностей. И приходили в глову сладостные мысли о великой гармонии, когда видишь, как на огромном пространстве все они прекрасно уживаются между собой и остальными жителями полей, и думаешь, может и человек когда-то также мог любить окружающее и жил в абсолютной гармонии со всем.Шамиль Шайдуллин, из рабочих записей художника.
Возвращением к политическому памфлету и соц-арту стали триптих «Божественный сабантуй» и картина «Всемирные торжества в честь миллениума», созданные к 1000-летию Казани. Эти гигантские монументальные полотна стали итогом поисков Шайдуллина в сфере синтеза искусств, его нестандартным апофеозом столице Татарстана в виде пространной притчи, наполненной аналогиями из мировой культуры. «Божественный Сабантуй», известный также под названием «Кто мы, откуда, куда мы идём?», представляет собой изображение древней истории человечества с её катастрофами и смертоубийствами параллельно описанию современной ситуации с угрозами экологической и генетической катастроф. Этому злу художник противопоставил сразу несколько Мадонн с младенцами различных национальностей и рас, богов и витий, призывающих жить в гармонии, без межплеменных раздоров. Сам Шайдуллин отмечал, что в данной работе «малый сабантуй в ауле, где за общей скатертью на траве собрались мужчины и женщины, и стар, и млад, люди разных национальностей», по спирали разворачивается в углы, где «представлены лидеры, пророки-адепты четырёх основных религий», а зачем опять сворачивается в центр, к Святой Троице, образуя таким образом «единство малого сабантуя и вселенского божественного в единый круговорот событий».
Картина «Всемирные торжества…», спектакль-мистерия, по своей структуре отсылает к театрально-сценическому образованию, полученному Шайдулиным в юности. Две композиционные части, левая с эмблематикой европейской культуры и христианства (Эйфелева башня, Биг-Бен, московские храмы) и правая с символами мусульманского мира (Багдад, Самарканд, Казань), объединены в центре башней Сююмбике, в фасад которой вписана казанская шапка. Момент передачи папой Римским Иоанном Павлом II Казанской иконы Божией Матери татарстанским православным в центре решён как магический обряд, усиленный присутствием фигур Путина и Шаймиева на фоне вспышек фонтанов и цветов, голубого неба, куполов Благовещенского собора и минаретов мечети Кул-Шариф. В противовес триптиху о Сююмбике, данная работа призвана продемонстрировать единение, всеобщую атмосферу праздника, связанную с возрождением триумфа Казани. Тема праздника вообще, вместе с тукаевским образом, оказались непреходящими константами в творчестве Шайдуллина, через которые он предпринимал попытки разобраться в национальной истории, предложить свой иносказательный и метафоричный язык для демонстрации потенциала татарского народа. Последним обращением к татарскому празднику стала картина «Сабантуй всеобъемлющий» (2008—2009), в которой художник в духе бесконечного мурала расписал всю суть народного торжества — скачки, несение яиц, разбивание горшка, борьба, парни и девушки в ярких нарядах, «праздничные поезда» в скачущими во все стороны конями, воплощением всемирного разлёта Сабантуя. Памяти же Тукая был посвящён триптих «Реквием по душе» (2012) с центральной частью «Взгляд из вечности».
|                           |  |  |
| Триптих «Реквием по душе» |  |  |

С 2008 года Шайдуллин начал трудиться над серией работ, объединённых общей темой и вдохновлённых «Чёрным квадратом» К. Малевича. Полагая человечество по природе своей дихотомичным и с начала времён до современности сочетающим в себе одновременно божественность и греховность, считал, что человеческая душа заключена в «чёрный квадрат жизни» и всё больше деградирует, в связи с чем представлял данную серию работ как попытку «образно предостеречь человеческое сообщество от серьёзных бед, от расщепления, от вырождения человека как вида, исчерпавшего себя», попытку «объяснить, что его ждёт великое очищение через перетрубацию Тьмы в Свет, через новое проявление себя, человека, как духовно эволюционирующего осознания себя во всём, и всего в себе». К концу 2010-х годов Шайдуллиным было создано более полутора тысяч набросков и порядка 300 графических работ на тему «Чёрного квадрата», не считая письменной аналитики, с целью «познать, кем эта бомба заложена, кто этот минёр, и на какой час поставлены стрелки этих Божественных или дьявольских часов, а если это предупреждение, то как его точнее прочитать».
|                                            |  |  |  |
| Некоторые работы из серии «Чёрный квадрат» |  |  |  |

Вообще, рисование, графика — это умение думать, мыслить, это практическая реализация идей. Поэтому, думаю, графика больше идёт от ума, разума. Живопись, напротив, для меня — проявление и полёт души. Но графика, как воплощение разума, всегда имеет границы. Живопись — как полёт души в беспредельность, бесконечность — не имеет границ, и это бесконечность в вечности.Шамиль Шайдуллин, из рабочих записей художника.

## Награды
Российские
- Медаль «В память 1000-летия Казани» (2005 год)[12].
- Почётное звание «Заслуженный художник Российской Федерации» (2013 год) — за заслуги в области изобразительного искусства[20][101].

Татарстанские
- Почётное звание «Народный художник Республики Татарстан» (1997 год)[12][13].
- Почётное звание «Заслуженный деятель искусств Татарской ССР» (1991 год)[102][13].
- Государственная премия Республики Татарстан имени Габдуллы Тукая (2000 год) — за цикл картин «Яңа Сабан туе» («Новый Сабантуй»)[12][103][104].
- Почётный знак «За достижения в культуре» министерства культуры Республики Татарстан (2008 год)[105].

Профессиональные
- Диплом Российской академии художеств (1997 год) — за лучшее произведение 1996 года[12].
- Золотая медаль Союза художников России (2017 год) — за духовность, традиции и мастерство[106].

## Личная жизнь
Жена — Роза, работала редактором на ГТРК «Татарстан». Сын — Тимур, выпускник журналистского факультета Казанского университета, работал в издании «Татар-информ», ГТРК «Татарстан» и ТРК «Татарстан — Новый век». Имел внуков.

## Память
В 1993 году Казанская студия кинохроники выпустила о Шайдуллине документальный фильм под названием «Кисть художника (Вернуться к самому себе)». В 2013 году был издан альбом «Шамиль Шайдуллин. Живопись. Графика», представляющий ретроспективу многолетнего творчества художника с искусствоведческой критикой. В 2022 году в Национальной художественной галере «Хазинэ» прошла выставка памяти Шайдуллина под названием «Я жив». В 2023 году на могиле Шайдуллина был открыт надгробный памятник.